# Membrana interna

L'embolcall nuclear consta d'una membrana externa i una membrana interna

Estructura del mitocondri: (1) membrana interna, (2) membrana externa, (3) cristae, (4) matriu

Un cloroplast amb les membranes externa i interna envoltant els estromes i els tilacoides

La membrana interna és una membrana biològica (bicapa de fosfolípids) d'un orgànul o d'un bacteri gramnegatiu que està dins una membrana bacteriana externa.
En les cèl·lules dels eucariotes, aquest membrana interna es presenta dins un embolcall nuclear, mitocondris i plastidis com el cloroplast. El lumen o espai entre les membranes internes i externes es diu espai intermembrana.
En les cèl·lules dels procariotes, com la de molts bacteris gramnegatius, l'espai entre les membranes internes i externes s'anomena espai periplasmàtic o periplasma.
Es creu que la disposició estructural de les membranes internes i externes és similar en els bacteris gramnegatius, mitocondris i cloroplasts, segons la teoria endosimbiòtica.

## Membrana interna de l'embolcall nuclear
La membrana interna de l'embolcall nuclear està connectada a la membrana externa de l'embolcall nuclear a través de porus nuclears. Conté moltes proteïnes implicades en l'organització estructural del nucli i l'enganxament de la cromatina a l'embolcall nuclear. En les cèl·lules metazoanes, la membrana nuclear interna conté proteïnes en la làmina nuclear, que donen suport estructural. Les mutacions en les proteïnes de la membrana interna de l'embolcall nuclear poden causar malalties de l'embolcall (nuclear envelopathies) en humans.